# Rio Bistra Mărului
O Rio Bistra Mărului é um rio da Romênia afluente do Rio Bistra, localizado no distrito de Caraş-Severin.